# سفارة صربيا في المملكة المتحدة
سفارة صربيا في المملكة المتحدة هي أرفع تمثيل دبلوماسي لدولة صربيا لدى المملكة المتحدة. تقع السفارة في لندن وهي تهدف لتعزيز المصالح الصربية في المملكة المتحدة.

## وصلات خارجية
- الموقع الرسمي
- قائمة سفارات صربيا
- قائمة السفارات في المملكة المتحدة